# Adrian Klarenbach

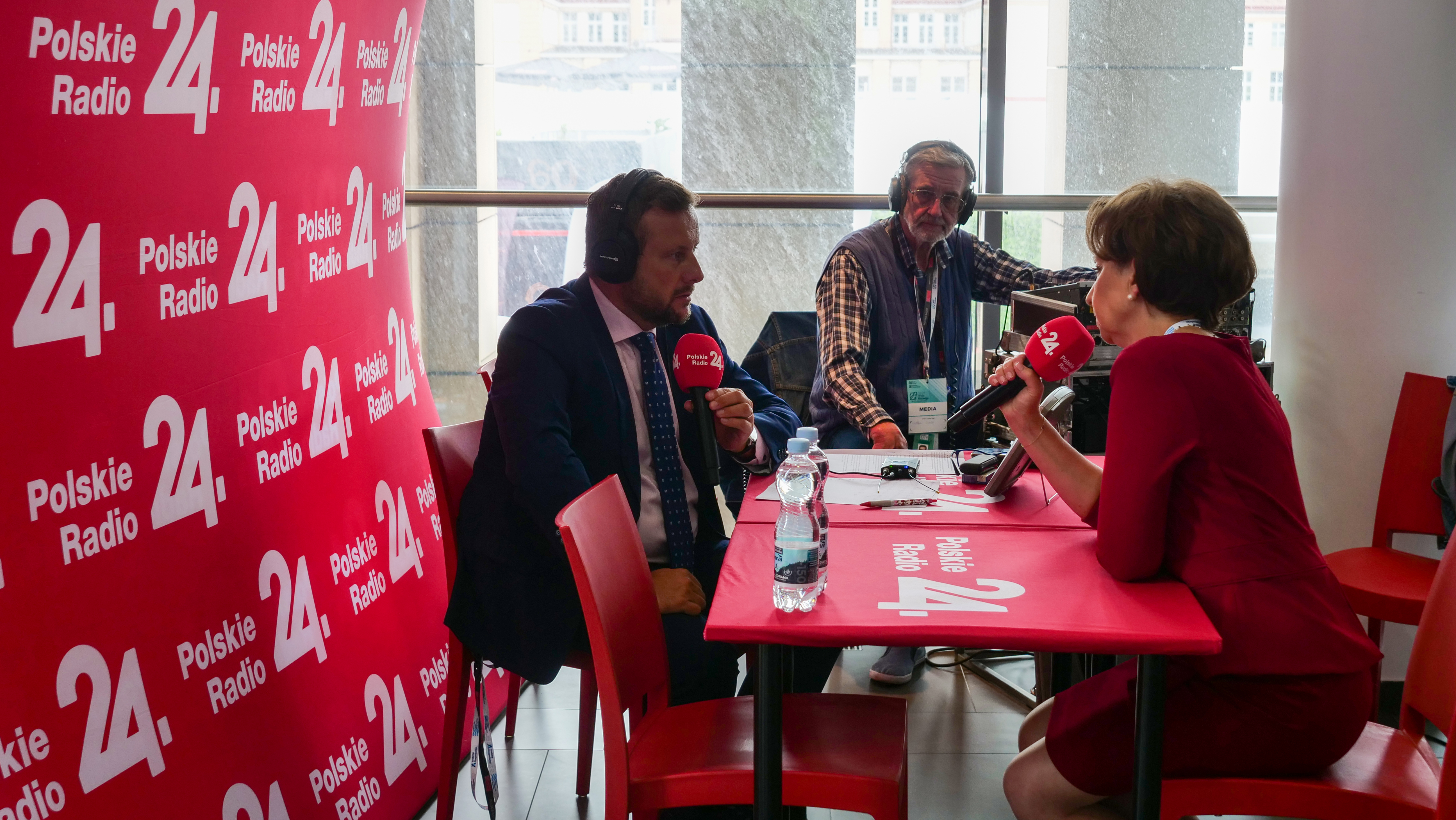
Adrian Klarenbach przeprowadza dla Polskiego Radia 24 wywiad z Marleną Maląg (2021)

Adrian Klarenbach (ur. 15 listopada 1973 w Przemyślu) – polski dziennikarz telewizyjny i radiowy specjalizujący się w tematyce politycznej. W latach 2016–2023 jeden z głównych dziennikarzy oraz gospodarz najważniejszych programów publicystycznych stacji TVP Info. Od 2024 jest jednym z głównych dziennikarzy Telewizji Republika.

## Życiorys
Pochodzi z Przemyśla na Podkarpaciu. Ukończył studia na Wydziale Prawa i Administracji Uniwersytetu Marii Curie-Skłodowskiej w Lublinie (magisterium).
W 1995 prowadził program Disco Lato razem z Martą Wojciechowską w Polsacie, w tym samym roku rozpoczął pracę w Telewizji Polskiej. W latach 2000–2002 na antenie TVP2 współprowadził teleturniej Na maksa, a także prowadził program biznesowy Biznes perspektywy, emitowany w TVP1. Od 2007 (od początku istnienia kanału) pracował w TVP Info, odszedł w lipcu 2013. W stacji zajmował się prowadzeniem serwisów informacyjnych, pasma Poranek Info, programu Minęła 20 i prowadził wieczory wyborcze. Prowadził także programy w TVP3, a w TVP1 magazyn poranny Kawa czy herbata? oraz program Agrolinia. Następnie pracował w stacji Tele 5, gdzie prowadził program publicystyczny Bez pardonu.
Był osobistym doradcą (spin doktorem) Janusza Korwin-Mikkego, kandydata na urząd Prezydenta RP, w kampanii wyborczej w 2015.
W styczniu 2016 powrócił do TVP Info, gdzie prowadził program Minęła 8, jego kontynuację Minęła 9, ponownie program Minęła 20 oraz program Forum. Był głównym prowadzącym program Jak oni kłamią. Miał także swoją audycję w Polskim Radiu 24. Do września 2017 przeprowadzał rozmowy w programie Gość poranka. Od 5 kwietnia 2023 do 22 grudnia 2023 prowadził także serwis informacyjny TVP3 pt. TVP3 Info. Był również jednym z prowadzących program Tu mówi Polska. W marcu 2024 w wyniku sporu wokół mediów publicznych w Polsce odszedł z Telewizji Polskiej.
18 marca 2024 rozpoczął pracę w TV Republika, gdzie prowadzi programy Po 9:00 i Po 10:00, a od maja 2024 także Po 11:00, podobne formułą do programów TVP Info Minęła 8 i Minęła 9. Od marca 2024 prowadzi program Agora Klarenbacha, wzorowany na magazynie Forum, znanym z TVP Info. Od kwietnia 2024 jest także jednym z gospodarzy programu satyryczno-publicystycznego Piachem w tryby. Od 30 marca 2025 prowadzi niedzielny program Klub Republiki.

## Życie prywatne
Od 1997 jest mężem Lucyny Klein-Klarenbach, mają pięcioro dzieci (cztery córki i syna). Mieszka w Warszawie.